# Heinrich Simon Ludwig Friedrich Felix Rehm
Heinrich Simon Ludwig Friedrich Felix Rehm (solía firmar Heinrich Rehm) ( 20 de octubre de 1828 - 1 de abril de 1916 ) fue un botánico, micólogo y liquenólogo alemán

## Algunas publicaciones
- Rehm, H. 1874. Ascomyceten Fasc. 5: 201-250
- ----. 1875. Ascomyceten 6: 251-300
- ----. 1881, publ. 1882. Beiträge zur Ascomyceten-Flora der Deutschen Alpen und Voralpen. Hedwigia 20: 97-103
- ----. 1882. Beiträge zur Ascomyceten-Flora der Deutschen Alpen und Voralpen. Hedwigia 21 (8): 113-123.
- ----. 1883. Ascomyceten Fasc. XV: 701-750
- ----. 1883. Ascomycetes Lojkani Lecti in Hungaria, Transilvania et Galicia. [i-iv], [1]-70. Berlín; Friedländer & Sohn
- ----. 1883. Ascomyceten fasc. XIV. Hedwigia 22: 52-61
- ----. 1885. Ascomyceten fasc. XVI. Hedwigia 24: 7-17
- ----. 1885. Ascomyceten fasc. XVII. Hedwigia 24 (6): 225-246
- ----. 1888. Ascomyceten 923, in sched.
- ----. 1888. Ascomyceten fasc. XIX. Hedwigia 27: 163-175
- ----. 1889. Ascomyceten: Hysteriaceen und Discomyceten. Dr L. Rabenhorst’s Kryptogamen-Flora von Deutschland, Oesterreich und der Schweiz Zweite Auflage. Vol. 1. 3. Abth: Ascomyceten: Hysteriaceen und Discomyceten. 209-336
- ----. 1889. Ascomyceten, Fasc. XX. Hedwigia 5: 347-358

### Libros
- Winter, HG; HSLFF Rehm. 1884. Deutschlands Kryptogamen-Flora oder Handbuch zur Bestimmung der kryptogamischen Gewächse Deutschlands, der Schweiz, der Lombardisch-Venetianischen Königreichs und Istriens: Schizomyceten, Saccharomyceten, und Basidiomyceten. 2 v.

- 1896. Ascomyceten: Hysteriaceen und Discomyceten (Kryptogamen-Flora von Deutschland, Oesterreich und der Schweiz / L. Rabenhorst. Ed. Verlag von Eduard Kummer. 1.275 p.

## Honores

### Eponimia
Géneros de fungi
- Discorehmia Kirschst. 1936

- Neorehmia Höhn. 1902

- Rehmia Kremp. 1861 sin. Rhizocarpon Ramond ex DC. 1805

- Rehmiella G.Winter, 1883 sin. Gnomonia Ces. & De Not. 1863
- Rehmiodothis Theiss. & Syd. 1914

- Rehmiomycella E.Müll. 1962

- Rehmiomyces Henn. 1904

Especies de fanerógamas
- (Asteraceae) Inula rehmii Merxm.[2]

- (Cucurbitaceae) Citrullus rehmii De Winter[3]

- (Ericaceae) Erica rehmii Dulfer[4]

- (Geraniaceae) Monsonia rehmii Suess. & Karl[5]

- (Turneraceae) Wormskioldia rehmii Suess.[6]

- La abreviatura «Rehm» se emplea para indicar a Heinrich Simon Ludwig Friedrich Felix Rehm como autoridad en la descripción y clasificación científica de los vegetales.[7]